# Хукертон (Северна Каролина)
Хукертон (енгл. Hookerton) град је у америчкој савезној држави Северна Каролина.

## Демографија
По попису из 2010. године број становника је 409, што је 58 (-12,4%) становника мање него 2000. године.
| Група             | 2000.       | 2010.       |
| Белци             | 240 (51,4%) | 190 (46,5%) |
| Афроамериканци    | 188 (40,3%) | 153 (37,4%) |
| Азијати           | 0 (0,0%)    | 5 (1,2%)    |
| Хиспаноамериканци | 38 (8,1%)   | 55 (13,4%)  |
| Укупно            | 467         | 409         |